# Пинтричское восстание
Пинтричское восстание (англ. Pentrich Rising) — вооружённое восстание (бунт) в Англии летом 1817 года. Названо в честь деревни Пинтрич (Pentrich, в устаревшем написании Pentridge).
Причинами выступления стали как экономическая депрессия после окончания Наполеоновских войн, так и беспокойство о перспективах парламентской реформы на фоне совсем недавних революционных событий во Франции. Выдвигались требования списания национального долга и поддержки законопроекта Фрэнсиса Бердетта о расширении избирательного права. Повстанцы были легко вооружены пиками и холодным оружием, также у них было несколько ружей. Количество революционеров оценивается в 200—300 человек. 
Восстание было подавлено после встречи шедшей на Ноттингем толпы бунтовщиков с солдатами в ночь с 9 на 10 июня. Большую роль в его поражении сыграл и Уильям Дж. Оливер, правительственный шпион. Лидеры выступления сумели тогда скрыться, но были арестованы в течение следующих месяцев. Трое из них — Иссак Ладлэм, Уильям Тёрнер и главный предводитель, «Ноттингемский капитан» Иеремия Брандрет, — были повешены и обезглавлены (что имело своеобразный культурный резонанс — поэт Перси Биши Шелли в своём «Обращении к народу по случаю смерти принцессы Шарлотты» указал, что казнь этих троих на следующий день после смерти принцессы Шарлотты была большой трагедией), один — Джордж Уэйтмен — сперва получил такой же приговор, но в итоге был сослан в Австралию, где умер в престарелом возрасте вдали от семьи.
Всего в тюрьме оказались 85 участников марша на Ноттингем, 23 из них были осуждены, некоторые к большим или пожизненным срокам заключения. Жертвой повстанцев стал, как минимум, один человек — слуга, застреленный их лидером через окно дома на этапе рекрутирования людей в ряды первоначальной группы заговорщиков.
О Пинтричском восстании писал Эдвард П. Томпсон, считая его переходной вехой между прежним луддитским движением и последующим радикализмом 1818–1820 и 1830–1832 годов.